# Guitar Man
Albums de JJ Cale
Closer to You
(1994) To Tulsa and Back
(2004)
Guitar Man est le douzième album de JJ Cale, paru en 1996.

## Historique
Le titre Low Down sera repris par Eric Clapton et Steve Winwood en concert sur l'album Live from Madison Square Garden (2009).

## Titres
Tous les titres sont de JJ Cale sauf mention.
1. Death In The Wilderness - 4:58
2. It's Hard To Hell - 2:39
3. Days Go By - 3:27
4. Low Down - 2:48
5. This Town - 2:53
6. Guitar Man - 4:02
7. If I Had A Rocket - 3:01
8. Perfect Woman - 2:10
9. Old Blue (Traditionnel, arrangement J. J. Cale) - 2:42
10. Doctor Told Me - 3:12
11. Miss Ol'St.Louie - 2:32
12. Nobody Knows - 3:52

## Musiciens
- JJ Cale : guitare, chant
- Christine Lakeland : guitare et chœurs sur Death In The Wilderness
- James Cruce : batterie sur Death In The Wilderness